# El Olivar (ort i Spanien)
El Olivar är en ort i Spanien.   Den ligger i provinsen Provincia de Guadalajara och regionen Kastilien-La Mancha, i den centrala delen av landet, 80 km öster om huvudstaden Madrid. El Olivar ligger 1 040 meter över havet och antalet invånare är 153.
Terrängen runt El Olivar är kuperad österut, men västerut är den platt. El Olivar ligger uppe på en höjd. Runt El Olivar är det mycket glesbefolkat, med 5 invånare per kvadratkilometer. Närmaste större samhälle är Brihuega, 19,9 km nordväst om El Olivar. 